# Truxalis conspurcata
Truxalis conspurcata är en insektsart som beskrevs av Klug, J.C.F. 1840. Truxalis conspurcata ingår i släktet Truxalis och familjen gräshoppor.

## Underarter
Arten delas in i följande underarter:
- T. c. conspurcata
- T. c. somalia

## Bildgalleri

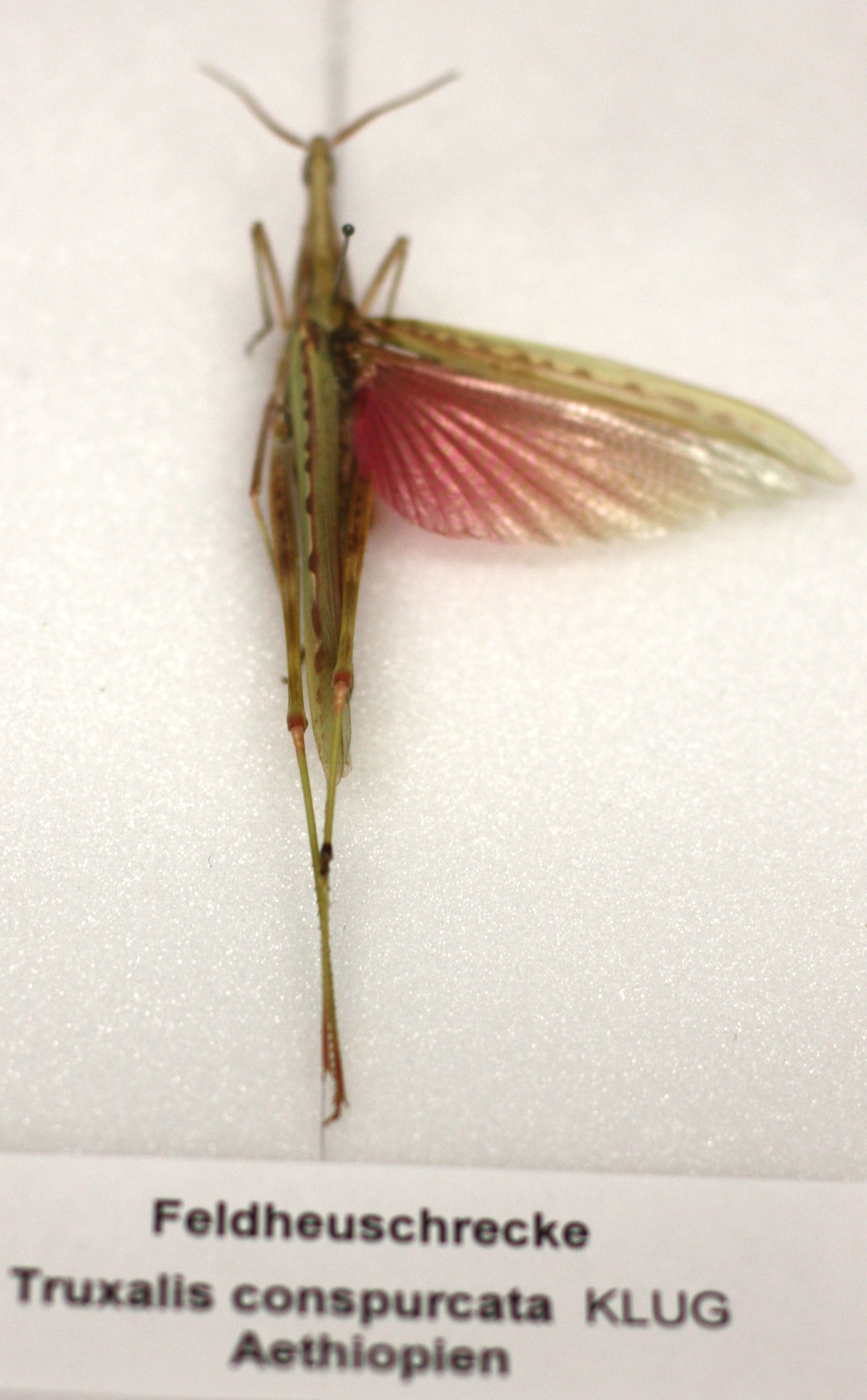
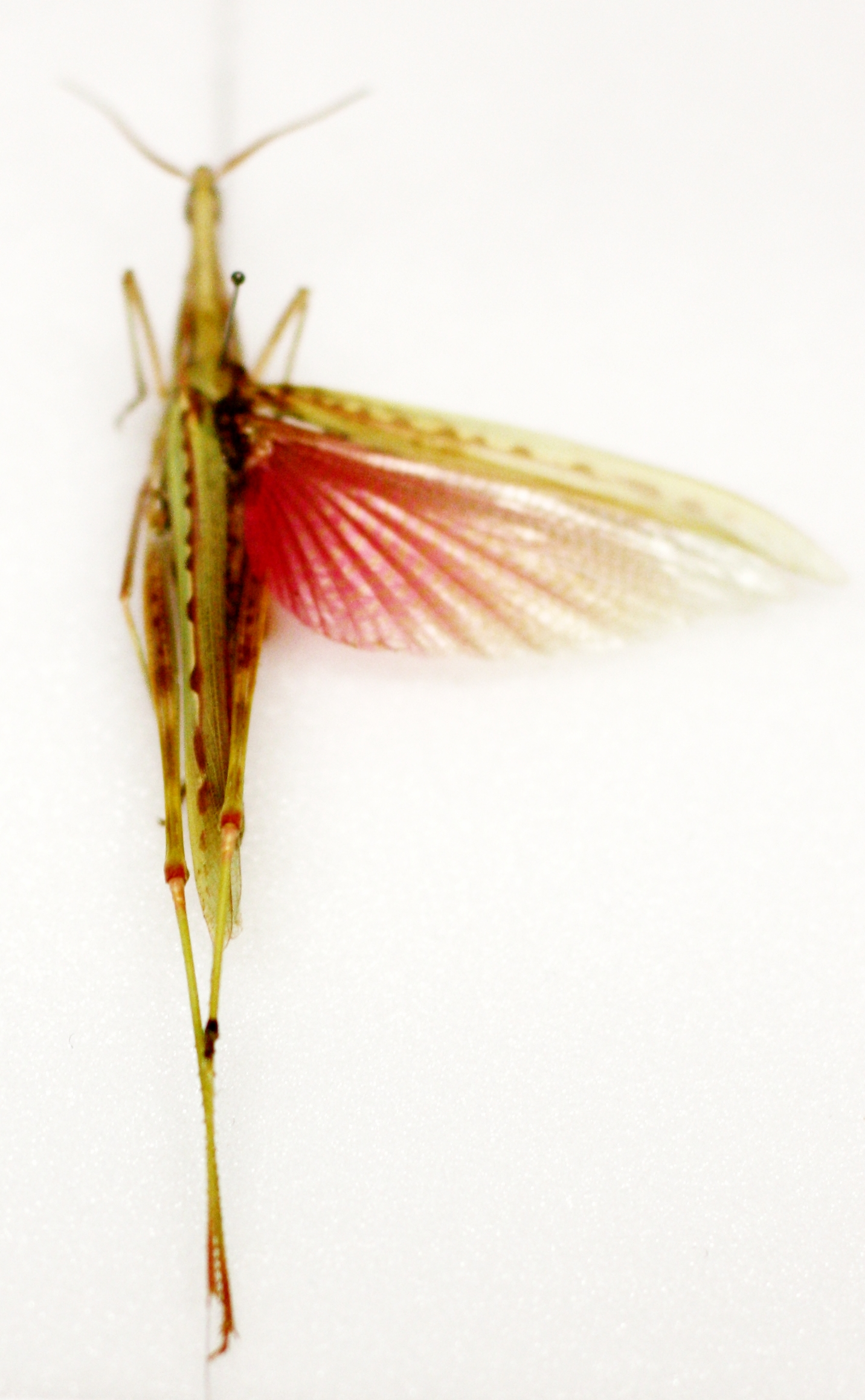
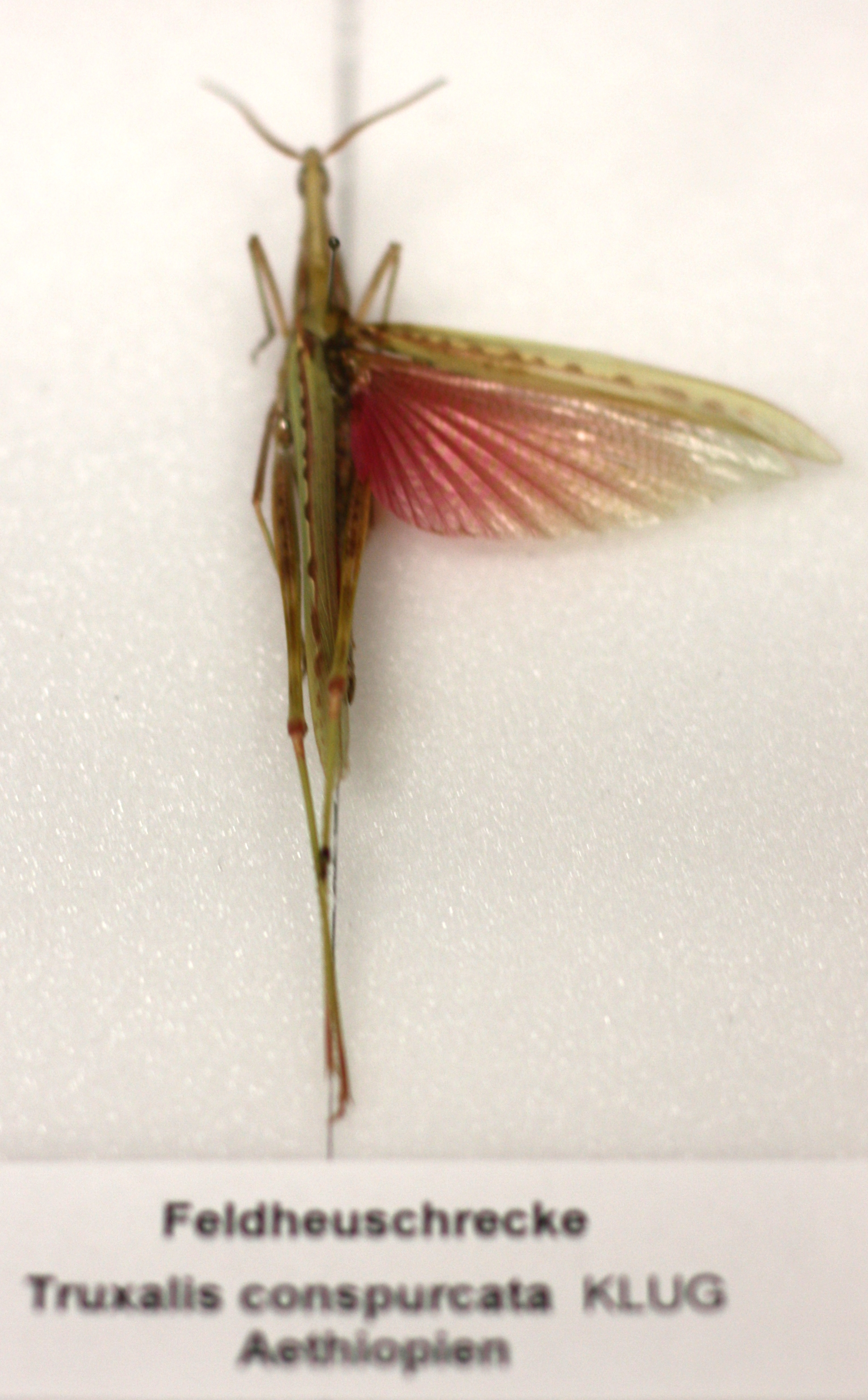
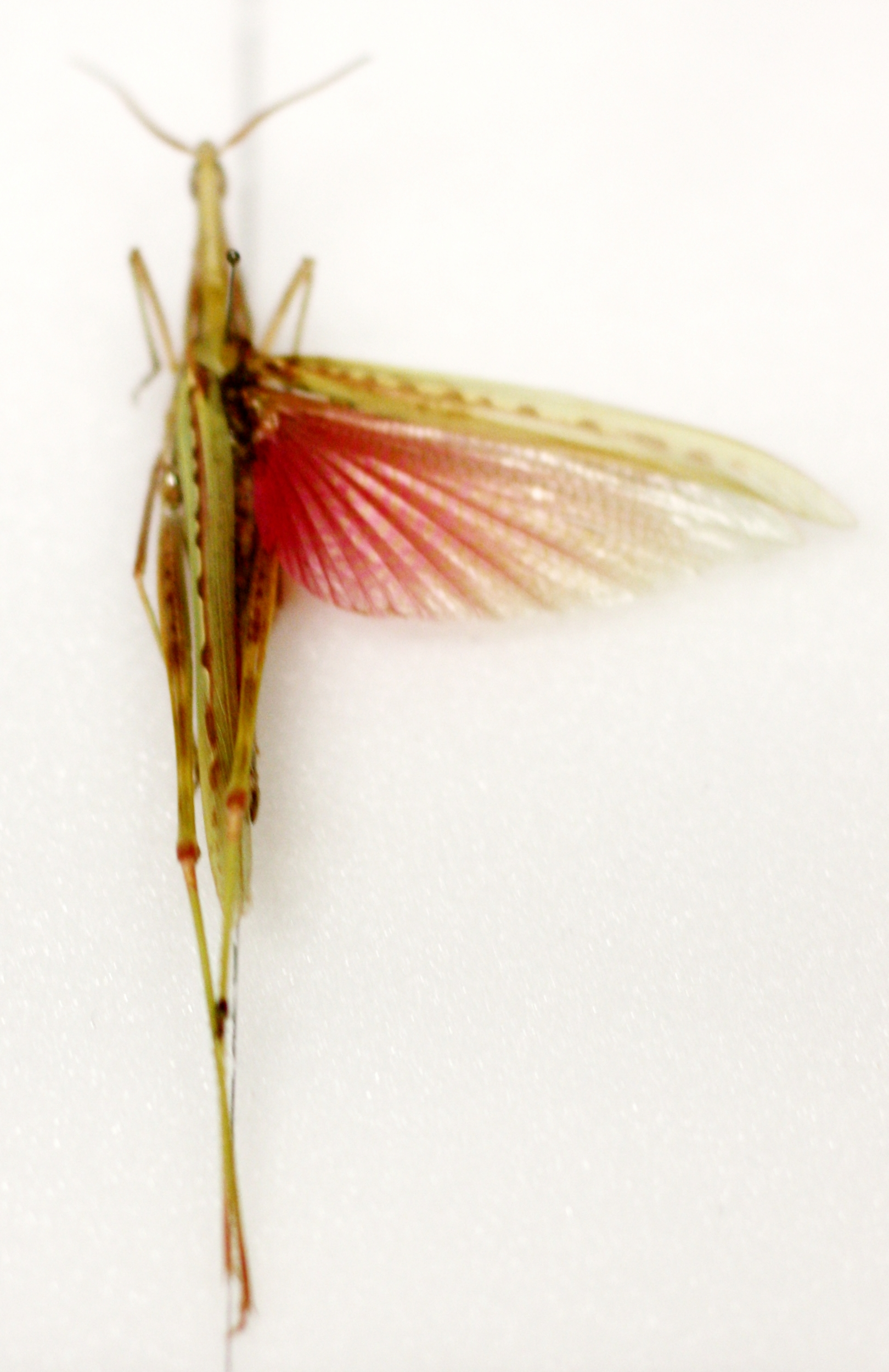